# Critérium Hamda Laouani
Le critérium Hamda Laouani est une compétition de football tunisienne organisée une seule fois, en 1978, par la Fédération tunisienne de football en remplacement de la coupe de Tunisie.

## Résultat
| 12 mars 1978 | ES Tunis | 2 – 0 | CS Sfax | Stade Chedly-Zouiten, Tunis |  |
|              |          |       |         |                             |  |